# Wendy Nelson

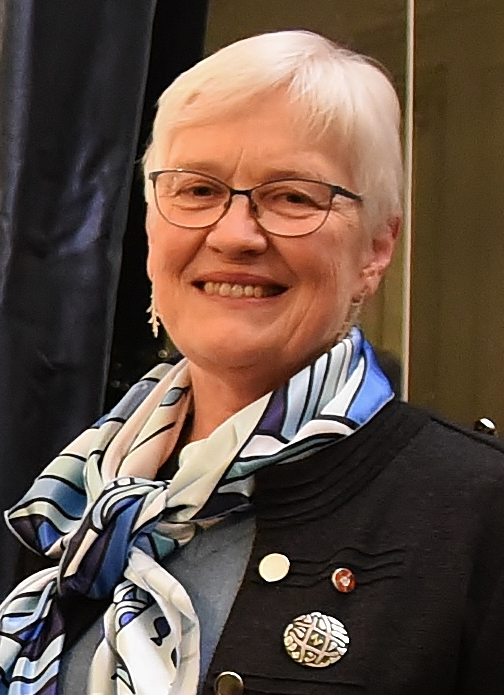
Wendy Nelson, 2018

Wendy Alison Nelson (* 1954 in Dunedin, Neuseeland) ist eine neuseeländische Botanikerin und Hochschullehrerin. Sie ist Professorin an der University of Auckland und erhielt als zweite Frau die Hutton-Medaille der Royal Society. 

## Leben und Werk
Nelson studierte von 1972 bis 1974 Botanik und Zoologie an der University of Auckland, wo sie einen Bachelor of Science erhielt. Anschließend erwarb sie 1975 einen BSc Hons an der Victoria University of Wellington. Sie promovierte dann in Botanik an der University of British Columbia im Department of Botany. 
Nelson begann in den 1970er Jahren bei Nancy Adams am neuseeländischen Nationalmuseum zu arbeiten. Als Adams 1987 in den Ruhestand ging, wurde sie zur Kuratorin für Botanik ernannt. In den nächsten 15 Jahren dokumentierte sie die Te Papa-Algensammlungen und fügte fast 8.000 neue Exemplare hinzu, die sie an den Küsten von Neuseeland gesammelt hatte.
Von 2002 bis 2021 war sie Programmleiterin am National Institute of Water and Atmospheric Research (NIWA) in Wellington. 2012 wurde sie Professorin an der School of Biological Sciences der University of Auckland.
Sie dokumentierte die Vielfalt der neuseeländischen Algen von den Kermadecinseln bis zur Subantarktis und hat Forschungen zu Taxonomie, Evolution, Algenökologie, gebietsfremden Algen, Algen-Aquakultur und kommerzieller Ernte durchgeführt. Sie setzte sich dafür ein, aggressive Unkräuter aus neuseeländischen Küstengewässern zu entfernen.
2015 leitete sie den Bericht der Royal Society of New Zealand über die National Taxonomic Collections of New Zealand. Sie war zwei Jahre lang Präsidentin der International Phycological Society. Nelson war acht Jahre lang Mitglied der New Zealand Conservation Authority und wurde am 7. August 2020 für eine weitere Amtszeit von drei Jahren wiederernannt.
Nelson hat 70 Taxa benannt und beschrieben. Wendya incisa D'Archino und Lin (2016) und Skeletonella nelsoniae A.Millar & De Clerck (2007) wurden nach ihr benannt. Ihr offizielles botanisches Autorenkürzel „ W.A.Nelson“ wird verwendet, um diese Person als Autor anzugeben, wenn ein botanischer Name zitiert wird.

## Von Nelson benannte Taxa aus der Sammlung des Auckland War Memorial Museum (Auswahl)

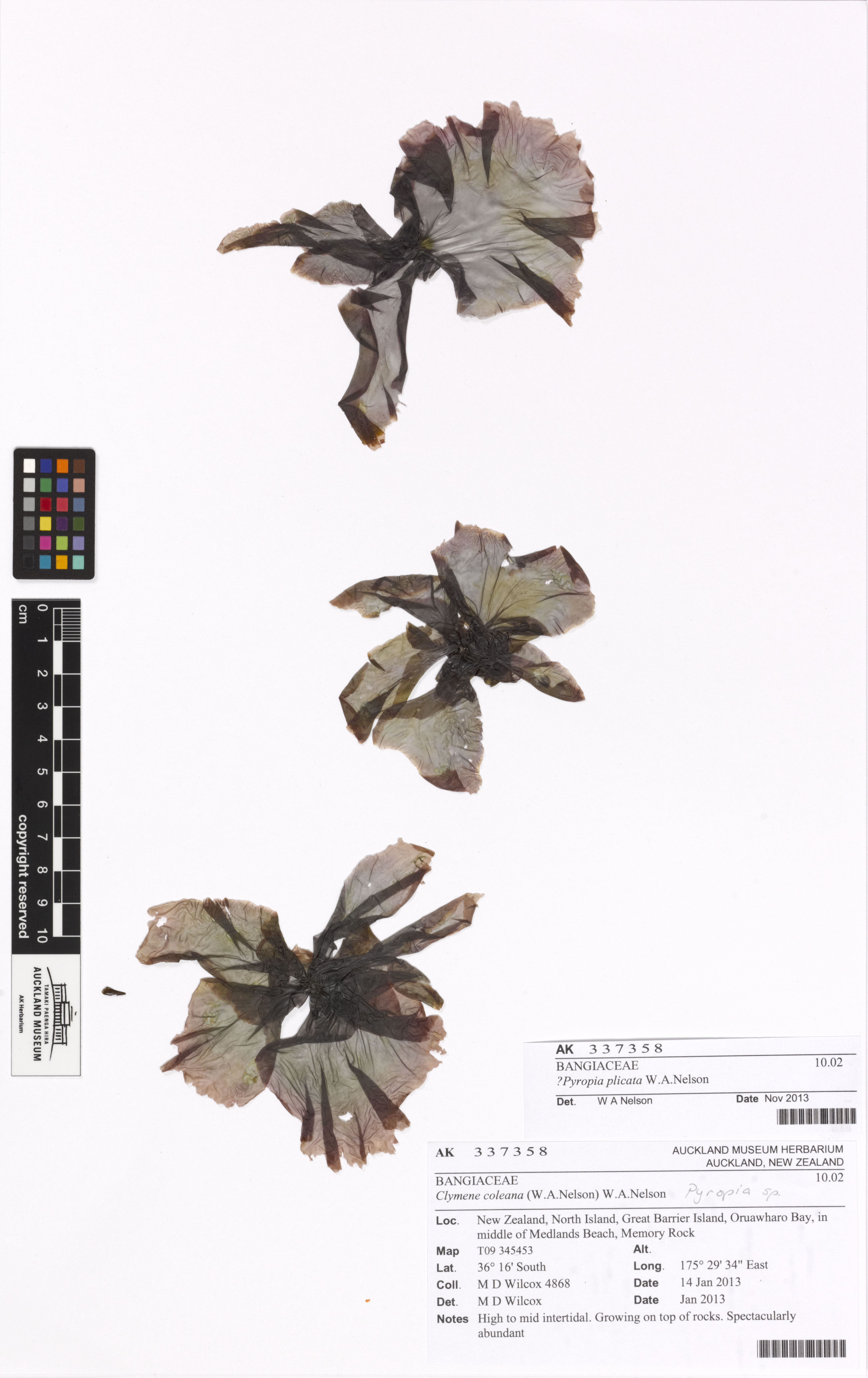
Pyropia . plicata W.A.Nelson
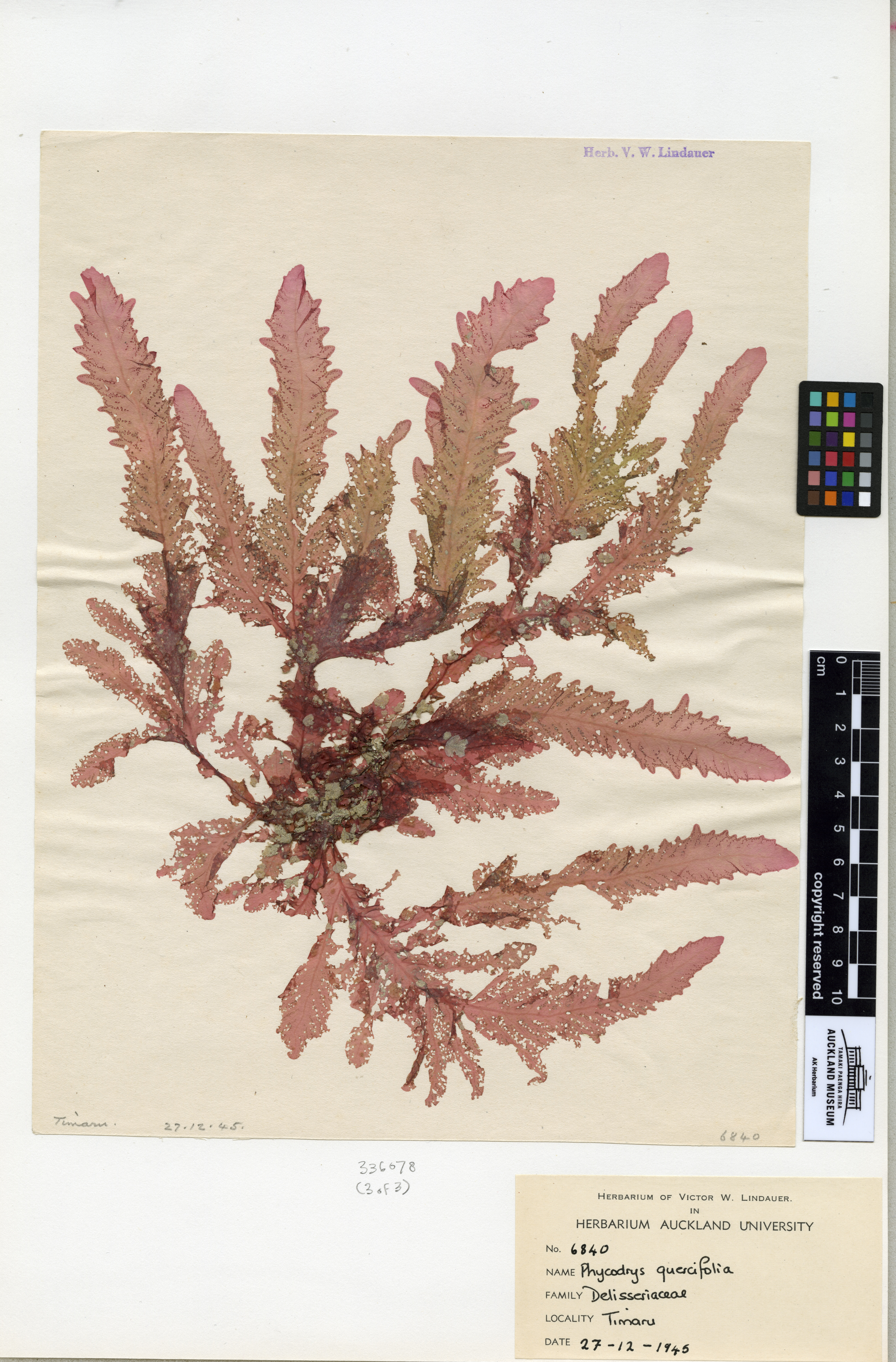
Phycodrys novae-zelandiae S.-M.Lin und W.A.Nelson
Nesophila hoggardii W.A.Nelson und N.M.Adams
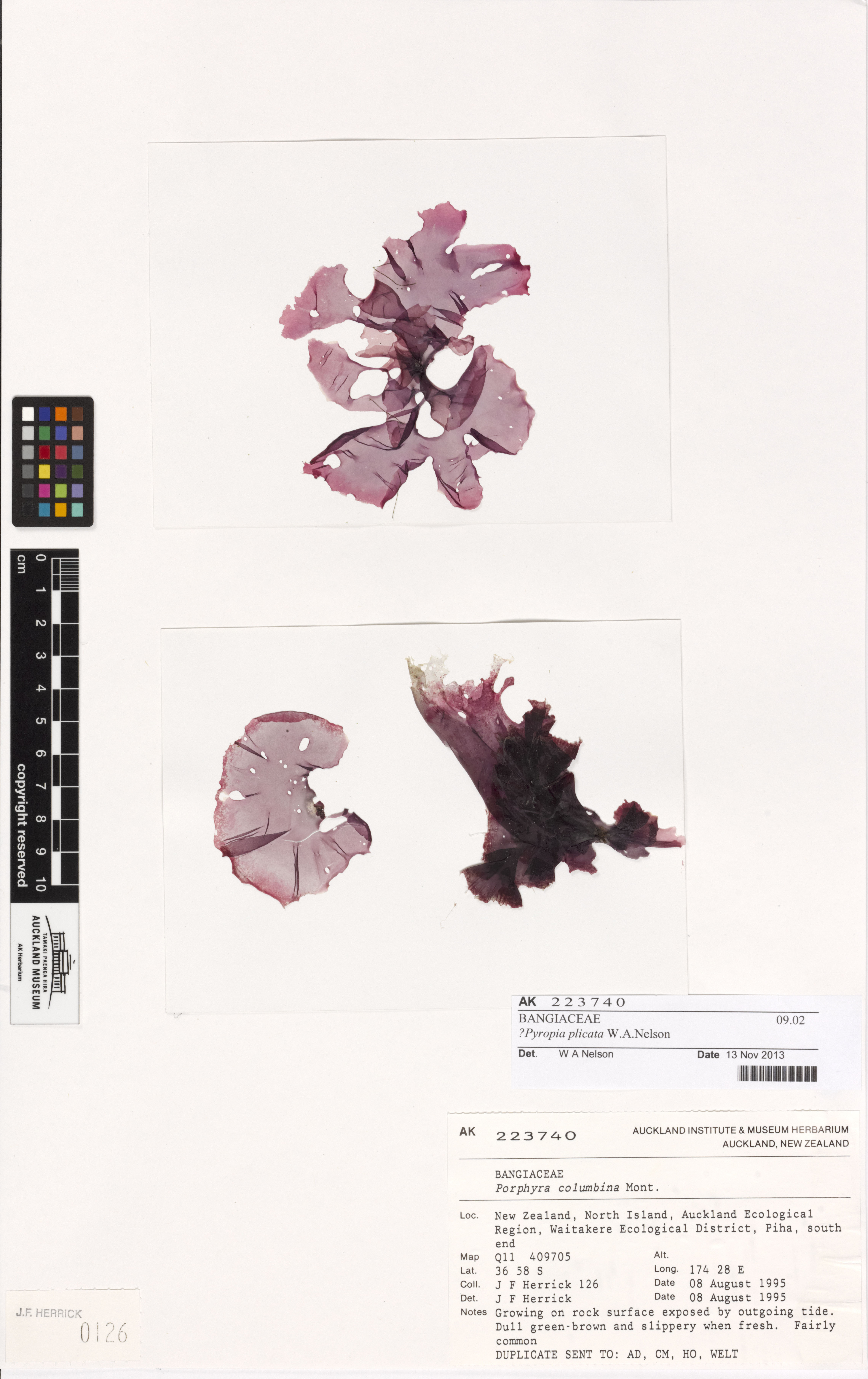
Pyropia. plicata W.A.Nelson
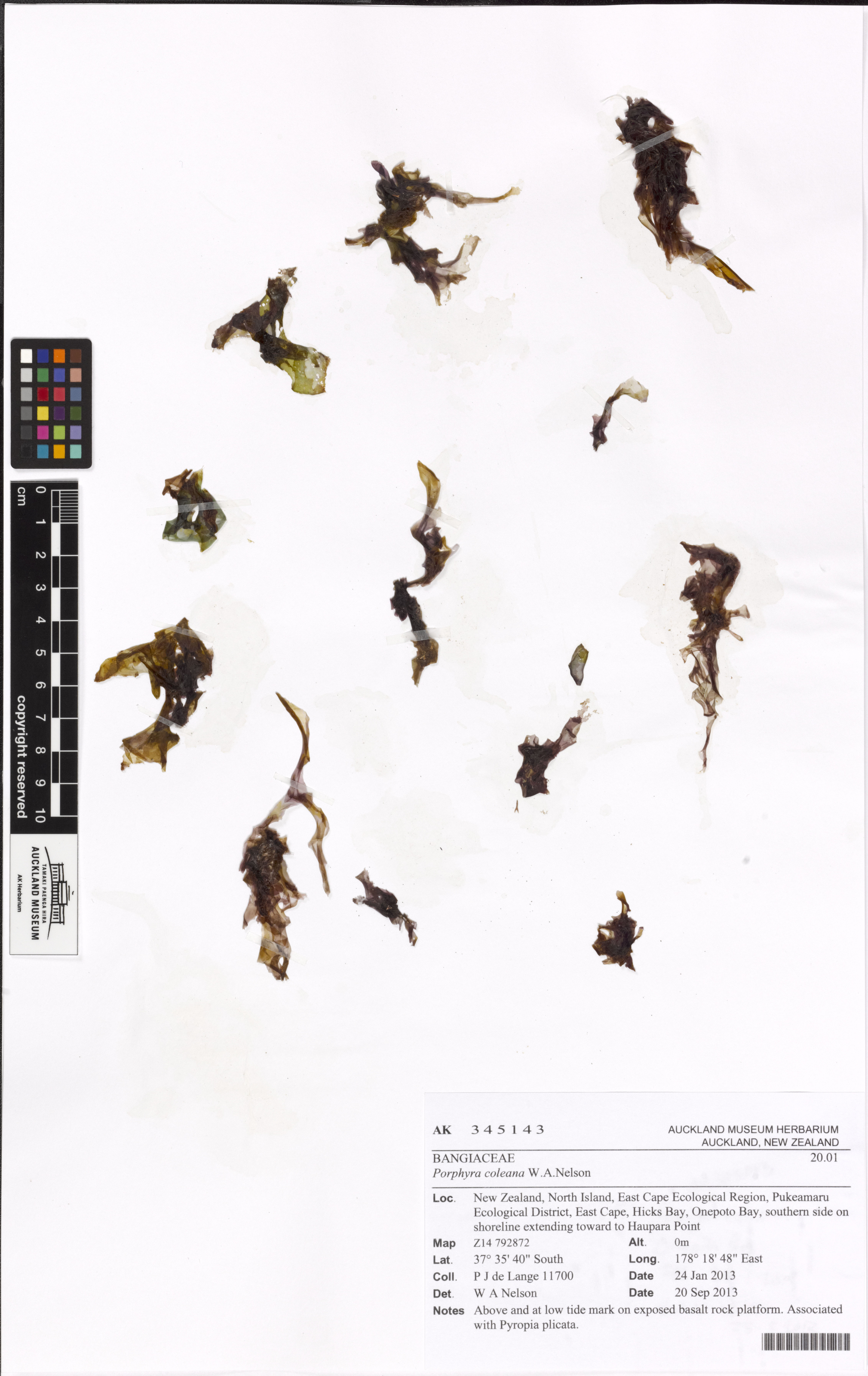
Clymene coleana W.A.Nelson

## Ehrungen (Auswahl)
- 1996: Zonta Science Award
- 2007: New Zealand Marine Sciences Society Award
- 2008: New Zealand Order of Merit
- 2010: Fellow of the Royal Society Te Apārangi
- 2011: Allan Mere award
- 2016: Hutton-Medaille der Royal Society[5]
- 2017: 150 Women in 150 Words der Royal Society Te Apārangi
- 2020: Nancy T. Burbidge Medal